# Aquamarine
Aquamarine (conocida en Hispanoamérica como Mi amiga la sirena) es una película estadounidense de comedia romántica de 2006. Está basada en el libro Aquamarine de Alice Hoffman. Es protagonizada por Sara Paxton, Emma Roberts y JoJo. Fue filmada en Australia.

## Sinopsis
Claire y Hailey son dos amigas de 15 años  inseparables que por el trabajo de la madre de Hailey se tienen que separar. Hailey, quien se irá a vivir a Australia, no quiere dejar a su mejor amiga, por lo que tratan de estar el mayor tiempo posible juntas y esperar sólo un milagro para que Hailey no tenga que mudarse. Una noche una gran tormenta cae sobre el club de playa de los abuelos de Claire y al otro día las chicas descubren a una sirena en la piscina. La sirena se llama Aquamarine y la razón de su visita es que se escapó de su padre porque la quería casar con un caballo de mar que ella no ama, ya que las sirenas no creen en el amor. Pero Aquamarine es distinta: sí cree en el amor y lo quiere, y nada menos que con el salvavidas más apuesto de la ciudad: Raymond. Claire y Hailey que toda su vida han estado enamoradas de Raymond no quieren ayudar a Aquamarine, pero la simpática sirena les dice que cuando se ayuda a una sirena se obtiene un deseo y las chicas quieren que ese deseo sea que Hailey no se mude a Australia. Lo que empieza sólo con ayudar a la sirena se transforma en una aventura de amistad.

## Reparto
- Sara Paxton - Aquamarine
- JoJo - Hailey Rogers
- Emma Roberts - Claire Brown
- Jake McDorman - Raymond
- Arielle Kebbel - Cecilia Banks
- Tammin Sursok - Marjorie (amiga de Cecilia)
- Dichen Lachman - Beth-Ann (amiga de Cecilia)
- Lincoln Lewis - Theo (amigo de Raymond)
- Claudia Karvan - Ginny (madre de Hailey)
- Roy Billing - Abuelo Bob (abuelo de Claire)
- Julia Blake - Abuela Maggie (abuela de Claire)
- Shaun Micallef - Storm Banks (padre de Cecilia)
- Bruce Spence - Leonard (empleado del club de playa)

## Doblaje en Hispanoamérica
- Cristina Hernández: Hailey Rogers
- Carla Castañeda: Claire Brown
- Jessica Ortiz: Aquamarine
- Enzo Fortuny: Raymond
- Karla Falcón: Cecilia Banks
- Dulce Guerrero: Ginny Rogers
- César Arias: Leonard
- Mariana Ortiz: Marjorie
- Leyla Rangel: Patty
- Karem Cid: Beth-Ann
- Rosanelda Aguirre: Abuela Maggie
- Armando Réndiz: Abuelo Bob
- Víctor Ugarte: Nick
- Javier Olguín: Vince
- Norma Iturbe: Bonnie
- Óscar Bonfiglio: Storm Banks
- Carlos Hernández: Cantante
- Daniel Cubillo: Insertos

## DVD
El DVD de Aquamarine salió a la venta el 13 de junio de 2006 en Estados Unidos. Marca una gran importancia en las ganancias totales de la película, recaudando 42 millones de dólares (en ventas y arriendo); el DVD incluye:
- Versión wide screen y full screen (disco de dos lados)
- Audio: inglés, francés y español
- Subtítulos: inglés y español
- Características:
  - Audiocomentario de la directora Elizabeth Allen
  - Audiocomentario del elenco
  - Escenas editadas
  - Audiciones del elenco principal (Emma Roberts, Jojo, Sara Paxton, Arielle Kebbel y Jake McDorman)
  - Es todo sobre la moda (Entrevistas al cast y encargados de vestuario de la película)
  - Divirtiéndose en el set (Bloopers y más)

## Banda sonora
La banda sonora de Aquamarine salió a la venta el 21 de febrero de 2006. Tiene 12 canciones, las cuales se escuchan en la película.
- 1.-One Original Thing (Cheyenne Kimball)
- 2.-Strike (Nikki Flores)
- 3.-Connected (Sara Paxton)
- 4.-Gentleman (Teddy Geiger)
- 5.-One and Only (Teitur)
- 6.-Island on the Sun (Emma Roberts)
- 7.-Time for me to fly (Jonas Brothers)
- 8.-Can't Behave (Courtney Jaye)
- 9.-Summertime Guys (Nikki Cleary)
- 10.-One Way or Another (Mandy Moore)
- 11.-Sweet Troubled Soul (stellastarr*)
- 12.-I Like the Way (Bodyrockers)